# Каатинга рудокрила
Каати́нга рудокрила (Herpsilochmus rufimarginatus) — вид горобцеподібних птахів родини сорокушових (Thamnophilidae). Мешкає в Бразилії, Парагваї та Аргентині.

## Таксономія
Вид був описаний Конрадом Якобом Темінком в 1822 році. В 1847 році Жан Луї Кабаніс відніс його до роду Каатинга (Herpsilochmus). Herpsilochmus frater раніше вважався підвидом рудокрилої каатинги, однак був підвищений до статусу виду.

## Поширення й екологія
Рудокрилі каатинги поширені на східному узбережжі Бразилії (від Параїби на півночі до Санта-Катарини на півдні), у східному Парагваї (на схід від річки Парагвай) та на північному сході Аргентини в провінції Місьйонес. Вони живуть в бразильському атлантичному лісі, сухих субтропічних лісах і чагарникових заростях на висоті до 1500 м над рівнем моря.